# Raketový letoun

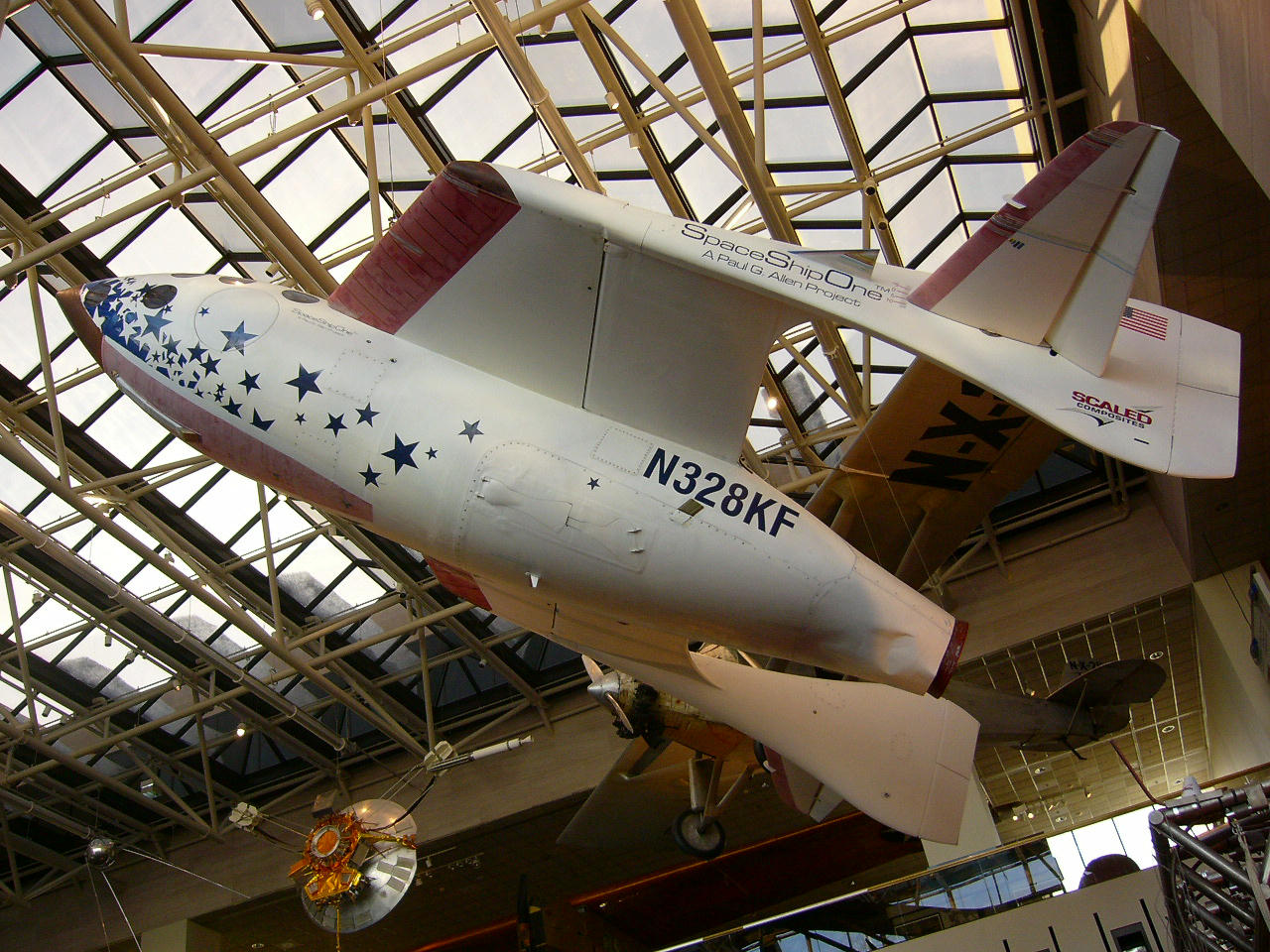
Letoun Space Ship One společnosti Scaled Composites

Raketový letoun (tj. letoun poháněný raketovým motorem) je druh letounu s nosnou plochou (křídlem), tedy plošník, jehož hlavní nebo jedinou pohonnou jednotku tvoří raketový motor. V důsledku velké spotřeby pohonných látek je vcelku obvyklé, že větší část letu takového letounu probíhá bezmotorově, klouzavým letem v ovzduší.
Vzhledem k tomu, že pro lety v atmosféře jsou výhodnější proudové motory, které nepotřebují ke své činnosti dodávku okysličovadla z nádrží, protože v jeho roli používají atmosférický kyslík, nedoznaly raketové letouny většího rozšíření. Jejich výhodou je možnost dosahovat velmi vysokých rychlostí, při nichž již proudové motory ztrácejí účinnost. Nejčastěji se proto objevují jako experimentální letadla. V době druhé světové války byly nasazovány německým vojenským letectvem jako záchytné stíhače nebo Japonskem jako sebevražedné letouny (kamikaze). V období 40. až 70. let 20. století sloužily raketové letouny téměř výhradně jen jako experimentální stroje.
Koncem 60. let začal v USA a SSSR vývoj kosmických raketoplánů, určených pro dopravu osob a nákladu ze Země na oběžnou dráhu. Z nich pouze americký kosmický raketoplán Space Shuttle se dostal do běžného provozu, během něhož však dva exempláře havarovaly a jejich posádky zahynuly. Sovětský kosmický raketoplán Buran uskutečnil pouze jediný zkušební bezpilotní let.
Počátkem 21. století se začala rýsovat renesance raketových letounů, o nichž se nyní uvažuje jako o prostředku pro tzv. vesmírnou turistiku. Jako první se objevil letoun SpaceShipOne, s nímž společnost Scaled Composites získala v roce 2004 cenu Ansari X Prize. Další podobné, avšak pokročilejší typy jsou v různém stádiu vývoje a jejich komerční nasazení je otázkou nejbližších let.

## Přehled některých raketových letounů
| Typové označení            | Země     | Účel, poznámka                                             |
| -------------------------- | -------- | ---------------------------------------------------------- |
| Lippisch Ente              | Německo  | experimentální                                             |
| Opel RAK.1                 | Německo  | experimentální                                             |
| DFS 194                    | Německo  | experimentální                                             |
| Messerschmitt Me 163 Komet | Německo  | raketový stíhač                                            |
| Messerschmitt Me 263 Komet | Německo  | původně Junkers Ju 248, raketový stíhač                    |
| DFS 228                    | Německo  | raketový průzkumný letoun                                  |
| Bachem Ba 349              | Německo  | raketový stíhač                                            |
| Jokosuka MXY-7 Óka         | Japonsko | pilotovaný sebevražedný letoun                             |
| Micubiši J8M Šúsui         | Japonsko | raketový stíhač, konstrukce inspirována Me 163             |
| Berezňak-Isajev BI-1       | SSSR     | experimentální / pokusný raketový stíhač                   |
| Mikojan-Gurevič I-270      | SSSR     | prototyp raketového stíhače                                |
| DFS 346                    | Německo  | prototyp experimentálního letounu, po válce zkoušen v SSSR |
| Bell X-1                   | USA      | experimentální letoun                                      |
| Bell X-2                   | USA      | experimentální letoun                                      |
| Douglas D-588-II Skyrocket | USA      | experimentální letoun                                      |
| North American X-15        | USA      | experimentální letoun                                      |
| X-20 Dyna-Soar             | USA      | nerealizovaný projekt „kosmického kluzáku“                 |
| Space Shuttle              | USA      | kosmický raketoplán                                        |
| Buran                      | SSSR     | kosmický raketoplán                                        |
| SpaceShipOne               | USA      | raketový letoun, „suborbitální kosmický raketoplán“        |